# ميهالي كاتا
ميهالي كاتا (بالمجرية: Mihály Kata)‏ هو لاعب كرة قدم مجري في مركز الوسط، ولد في 13 أبريل 2002 في بودابست في المجر. لعب مع نادي بودابست.

## وصلات خارجية
- ميهالي كاتا على موقع الاتحاد الأوربي (الإنجليزية)
- ميهالي كاتا على موقع اتحاد المجر (الهنغارية)
- ميهالي كاتا على موقع قاعدة بيانات كرة القدم.إي يو (الإنجليزية)
- ميهالي كاتا على موقع ناشيونال فوتبول تيمز (الإنجليزية)
- ميهالي كاتا على موقع Soccerway.com (الإنجليزية)
- ميهالي كاتا على موقع عالم كرة القدم.نت (الإنجليزية)